# Rubén Arocha
Rubén Darío Arocha Hernández (Caracas, Venezuela; 21 de abril de 1987) es un futbolista venezolano que juega como centrocampista en la CD San Miguel de la Tercera División de España.
Es hijo del exarquero nacional Jhonny Arocha, quien también defendió la camiseta de la "vinotinto" en la década del 70.
Comenzó su carrera jugando en el equipo de su colegio, la escuela Santo Tomás de Villanueva. Luego sería fichado por el Italchacao para jugar en las inferiores, tras el sudamericano del 2004 pasaría al Real Madrid "C" jugando 4 partidos y anotando 1 gol en la temporada. En el 2006 firma por el Club Brujas de Bélgica donde no disputó ni un solo partido, siendo cedido a distintos equipos durante las tres temporadas en dicho club. Finalmente en el 2009 ficha por el Zamora Fútbol Club donde gana el Torneo Clausura 2011.

## Selección nacional
- En 2004 participó del Sudamericano Sub-17. En donde marcaría 4 goles.
- Ha sido internacional con la camiseta de la "vinotinto" en 2 oportunidades y no ha convertido goles. Debutó con la mayor el 2 de marzo de 2006 ante Colombia, luego sería citado nuevamente para el amistoso contra México el 26 de enero de 2012.

## Clubes
- Tras no aceptar la renovación con el Zamora, el agente Sergio Díaz le consiguió una prueba en el Tenerife B de España.
- Debutó con el Real Madrid Castilla en un amistoso contra Ciempozuelos.

| Club                              | País      | Año       |
| --------------------------------- | --------- | --------- |
| Real Madrid "C"                   | España    | 2005-2006 |
| Club Brujas                       | Bélgica   | 2006      |
| Union Royale Namur (Cedido)       | Bélgica   | 2006      |
| Martigues (Cedido)                | Francia   | 2007      |
| Zamora                            | Venezuela | 2009-2011 |
| Deportivo Táchira                 | Venezuela | 2011-2012 |
| Platanias (Cedido)                | Grecia    | 2012-2013 |
| Deportivo Petare (Cedido)         | Venezuela | 2013      |
| Atlético Venezuela Club de Fútbol | Venezuela | 2013-2015 |
| Metropolitanos FC                 | Venezuela | 2015      |
| ACD Lara                          | Venezuela | 2016      |
| Karmiotissa Polemidion            | Chipre    | 2016-2017 |
| Club Deportivo Buzanada           | España    | 2020-2021 |
| UD Las Zocas                      | España    | 2021-2022 |
| CD San Miguel                     | España    | 2023-2025 |